# Wells Fargo Plaza

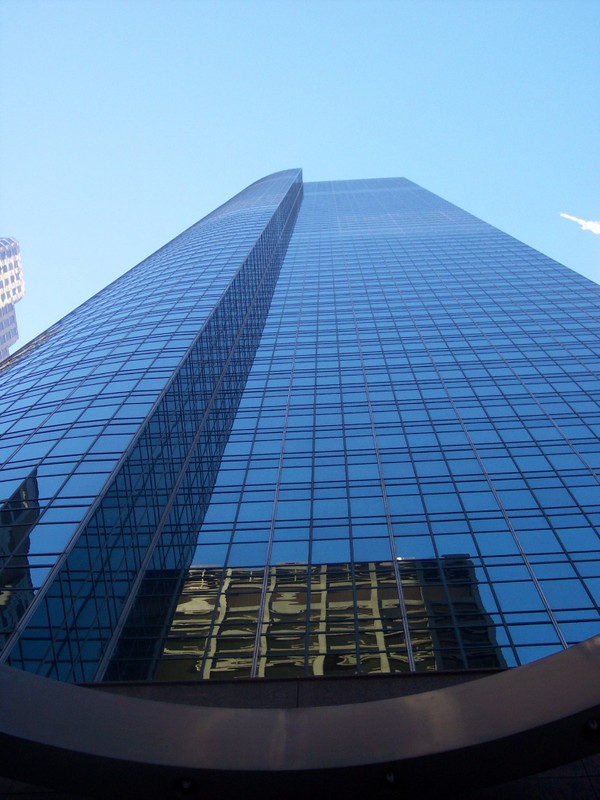
Bầu trời tươi đẹp phía trên nhà chọc trời The Wells Fargo Bank Plaza

Wells Fargo Bank Plaza, trước đây là Allied Bank Plaza và First Interstate Bank Plaza là nhà chọc trời nằm ở số 1000 đường Louisiana, trung tâm Houston, Texas, Hoa Kỳ. Đây là tòa nhà cao thứ 12 ở nước này và cao thứ hai ở Texas sau JPMorgan Chase Tower.
Tòa nhà do Skidmore, Owings & Merrill và Lloyd Jones Brewer and Associates thiết kế. Người ta cho rằng toà nhà này trông giống tờ bạc đô la Mỹ. Tòa nhà hoàn thành năm 1983, cao 302 m, gồm 71 tầng. Đến năm 2008, đây là tòa nhà cao thứ 38 thế giới.